# 飯田村 (静岡県浜名郡)
飯田村（いいだむら）は静岡県の西部、長上郡・浜名郡に属していた村である。現在の浜松市中央区の一部にあたる。

## 地理
- 河川：天竜川、芳川

## 歴史
- 1889年（明治22年）4月1日 - 町村制の施行により、別久村、次広村、西ノ郷村、福増村、小松方村、青屋村、渡瀬村、上飯田村、安富村、庄屋村、北長十郎新田、三郎五郎新田、領家村、鶴見村、新貝村、小池村、下飯田村、西大塚村が合併して長上郡飯田村が発足。
- 1896年（明治29年）4月1日 - 郡制の施行により所属郡が浜名郡に変更。
- 1954年（昭和29年）7月1日 - 浜松市に編入。同日飯田村廃止。
- 2007年（平成19年）4月1日 - 浜松市が政令指定都市に移行し、旧村域は南区の所属となる。
- 2024年（令和6年）1月1日 - 浜松市の行政区再編に伴い、旧村域が中央区となる。

## 交通

### 鉄道路線
現在は東海道新幹線が村域を通過しているが、当時は未開業。

## 人物
- 福長浅雄 - 黎明期の航空機研究者。飯田村出身。